# モーリス・オーダン

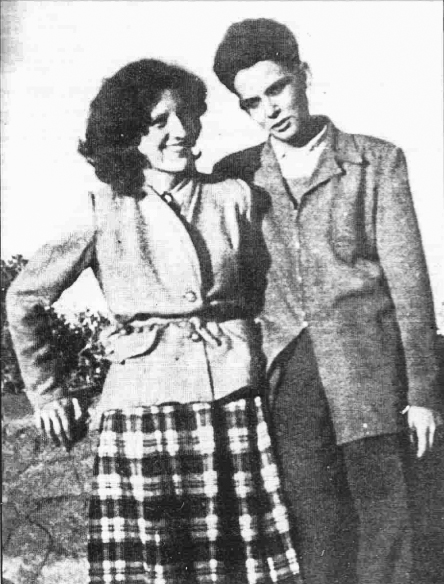
妻のジョゼッテと

モーリス・オーダン（Maurice Audin 1932年2月14日 - 1957年）は、フランス人数学者。植民地出身の白人（ピエ・ノワール）ではごく少数派の反植民地主義者としてアルジェリア独立運動で独立側で活動、1957年6月11日にフランス軍によって拘束されてそのまま失踪した（オーダン事件）。

## 失踪まで
チェニジアのベジャで駐留フランス軍兵士の息子として生まれる。一時は軍人の道に進もうとするも断念し、アルジェ大学で数学を専攻。1953年に卒業するとルネ・ド・ポッセルの下で助手をしながら論文執筆に取り組むのと相前後して、アルジェリア共産党に入党。1954年にアルジェリア戦争が勃発すると既に非合法化されていたアルジェリア共産党のメンバーとしてアルジェリア民族解放戦線などと共に独立側で活動するが、アルジェの戦いで共産党幹部を匿ったことを党員仲間がフランス軍に自白し1957年6月11日に自宅を急襲される。そのまま軍に拘束後、一切の消息を絶つ。
なお彼が執筆していた論文はほぼ完成状態で、師のポッセルによって査読の機会を得た。

## 真相究明に向けて
遺された妻のジョゼッテ・オーダンは失踪間もなく司法当局に夫の行方を調査するよう求め、8月にはル・モンドがオーダンの失踪を取り上げて世間の知るところとなると同時に有志による調査委員会も立ち上がった。1958年になってピエール・ヴィダル＝ナケが、オーダンが脱出・逃亡したとは考えられずフランス軍将校の手によって殺されたと結論づけた調査報告を発表。しかしシャルル・ド・ゴールによる第五共和政成立でアルジェリア戦争に従軍していた軍人への恩赦が出され、真相究明の道が一旦断たれる。
その後ジョゼッテは、2007年に就任したニコラ・サルコジ大統領に夫の死の真相解明を求める書簡を送ったが返事はなかった。2009年1月2日には数学者となっていた長女のミシェル・オーダンが、レジオンドヌール勲章の受章対象になっていたことに対し2007年の書簡の回答が得られていないとの理由から受章を拒絶している。後任のフランソワ・オランド大統領は、2012年にアルジェのオーダン記念碑を訪問し直ぐに国防省に対し真相究明を指示、2014年にオーダンが脱出・逃亡していないことを公式に認め失踪に関する文書も現在保管中であると発表した。
エマニュエル・マクロン大統領に代わると失踪に関する文書の公開を求める声が各方面から挙がり、2018年1月12日に文書が公開されたものの殺害を示す明確な記録は無かった。そして同年9月13日にマクロンは、1957年にオーダンが拷問中に死亡あるいは処刑されたと発表。同日、パリにジョゼッテを訪ね「許しを請う」と述べた。